# Albuixech
Albuixech (em castelhano) ou Albuixec (em valenciano) é um município da Espanha na província de Valência, Comunidade Valenciana. Tem 4,4 km² de área e em 2021 tinha 4 189 habitantes (densidade: 952 hab./km²).

## Demografia
| Variação demográfica do município entre 1991 e 2004 | Variação demográfica do município entre 1991 e 2004 | Variação demográfica do município entre 1991 e 2004 | Variação demográfica do município entre 1991 e 2004 |
| --------------------------------------------------- | --------------------------------------------------- | --------------------------------------------------- | --------------------------------------------------- |
| 1991                                                | 1996                                                | 2001                                                | 2004                                                |
| 2963                                                | 3088                                                | 3076                                                | 3443                                                |